# Наумовский сельсовет (Башкортостан)
Наумовский сельсовет — муниципальное образование в Стерлитамакском районе Башкортостана.
Административный центр — село Наумовка.

## История
В 1918 году в Стерлитамакском уезде был образован Наумовский сельский совет депутатов трудящихся в целях улучшения обслуживания населения и руководства хозяйственно-культурным строительством, в количестве 12 населённых пунктов с центром с. Наумовка.
Постановлением Всероссийского Центрального Исполнительного Комитета об образовании новых районов в Башкирской АССР 20 марта 1937 г. образован Ишимбаевский район, куда выделены из Стерлитамакского района Аллагуватовский и Наумовский сельсоветы.
Указом Президиума Верховного Совета РСФСР о преобразовании раб. пос. Ишимбай в город и ликвидации Ишимбайского района Башкирской АССР от 10 февраля 1940 г. из Ишимбайского района в Стерлитамакский переданы Аллагуватовский и Наумовский с/с.
Согласно Указу Президиума Верховного Совета БАССР от 25.03.1978 года в состав Наумовского сельского Совета был включен Аллагуватский сельский Совет.
В 1992 году Наумовский сельский Совет народных депутатов и его исполком переименован в Наумовский сельский Совет и его администрация Стерлитамакского района Республики Башкортостан.
В марте 2003 года на заседании представительного органа МО Наумовский сельский совет был принят Устав Муниципального образования Наумовский сельский совет по Стерлитамакскому району Республики Башкортостан. Наумовский сельсовет и его администрация Стерлитамакского района Республики Башкортостан переименован в Муниципальное образование Наумосвкий сельский совет Стерлитамакского района Республики Башкортостан.
В 2004 году часть Наумовского сельсовета была передана в состав города Ишимбая.
Закон Республики Башкортостан от 17 декабря 2004 г. № 125-з «Об изменениях в административно-территориальном устройстве Республики Башкортостан, изменениях границ и преобразованиях муниципальных образований в Республике Башкортостан», статья 1. «Изменения в административно-территориальном устройстве Республики Башкортостан», п. 15:
15. Изменить границы Стерлитамакского района, Наумовского сельсовета Стерлитамакского района и города Ишимбая согласно представленной схематической карте, передав часть территории площадью 39 га Наумовского сельсовета Стерлитамакского района в состав территории города Ишимбая.
С 2005 года, согласно Закону о границах, статусе и административных центрах муниципальных образований в Республике Башкортостан имеет статус сельского поселения. На основании Устава, зарегистрированного 29 декабря 2005 года в ГУ МЮ РФ по Приволжскому округу, переименовано в Сельское поселение Наумовский сельсовет муниципального района Стерлитамакский район Республики Башкортостан.

## Население
| 2002  | 2009  | 2010  | 2012  | 2013  | 2014  | 2015  |
| ----- | ----- | ----- | ----- | ----- | ----- | ----- |
| 4723  | ↗5111 | ↘4953 | ↗5051 | ↗5168 | ↗5262 | ↘5247 |
| 2016  | 2017  | 2018  |       |       |       |       |
| ↗5346 | ↗5424 | ↗5436 |       |       |       |       |

## Состав сельского поселения
| № | Населённый пункт | Тип населённого пункта       | Население |
| - | ---------------- | ---------------------------- | --------- |
| 1 | Наумовка         | село, административный центр | ↗3048     |
| 2 | Васильевка       | село                         | ↘655      |
| 3 | Покровка         | деревня                      | ↗562      |
| 4 | Заливной         | село                         | ↘401      |
| 5 | Кантюковка       | деревня                      | ↗312      |
| 6 | Новониколаевский | деревня                      | ↗60       |
| 7 | Озерковка        | деревня                      | ↗28       |

В 1918 году при образовании сельсовета в его состав вошли населенные пункты: д. Наумовка, хутор Осиповский, пос. Кошкара, х. Веселый, х.Силантьевский, х.Иванчинский, пос. Майский, д. Дубки, х. Вольный, х. Михайловский, д. Васильевка и д. Озерковка.
В 1977-1978 гг после укрупнения Аллагуватского и Наумовского сельсоветов был образован Наумовский сельский совет народных депутатов и его исполнительный комитет Стерлитамакского района БАССР с административным центром в с.Наумовка. В его состав вошли: д.Наумовка, д.Покровка, пос.Заливной, д.Кантюковка, пос.Васильевка (элеватор, свеклобаза, нефтебаза, ст.Аллагуват), д.Малый Аллагуват, д.Озерковка, д.Васильевка, пос.Ново-Никилаевский, Опытное хозяйство.

## Известные уроженцы
- Басманов, Гавриил Иванович (18 августа 1920 — 1 марта 1945) — участник Великой Отечественной войны, Герой Советского Союза (1943)[20].
- Кантюков, Рафкат Абдулхаевич (род. 23 августа 1953) — генеральный директор ООО «Газпром трансгаз Казань», депутат Государственного совета Республики Татарстан, член-корреспондент Академии технологических наук Российской Федерации[21][22].

## Религия
- Мечеть Суфия — мечеть в селе Кантюковка, считается одной из красивейших мечетей республики, украшена мрамором, мозаикой и золотом, расположена на берегу искусственного водоёма[23][24][25].